# Симптом барабанных палочек

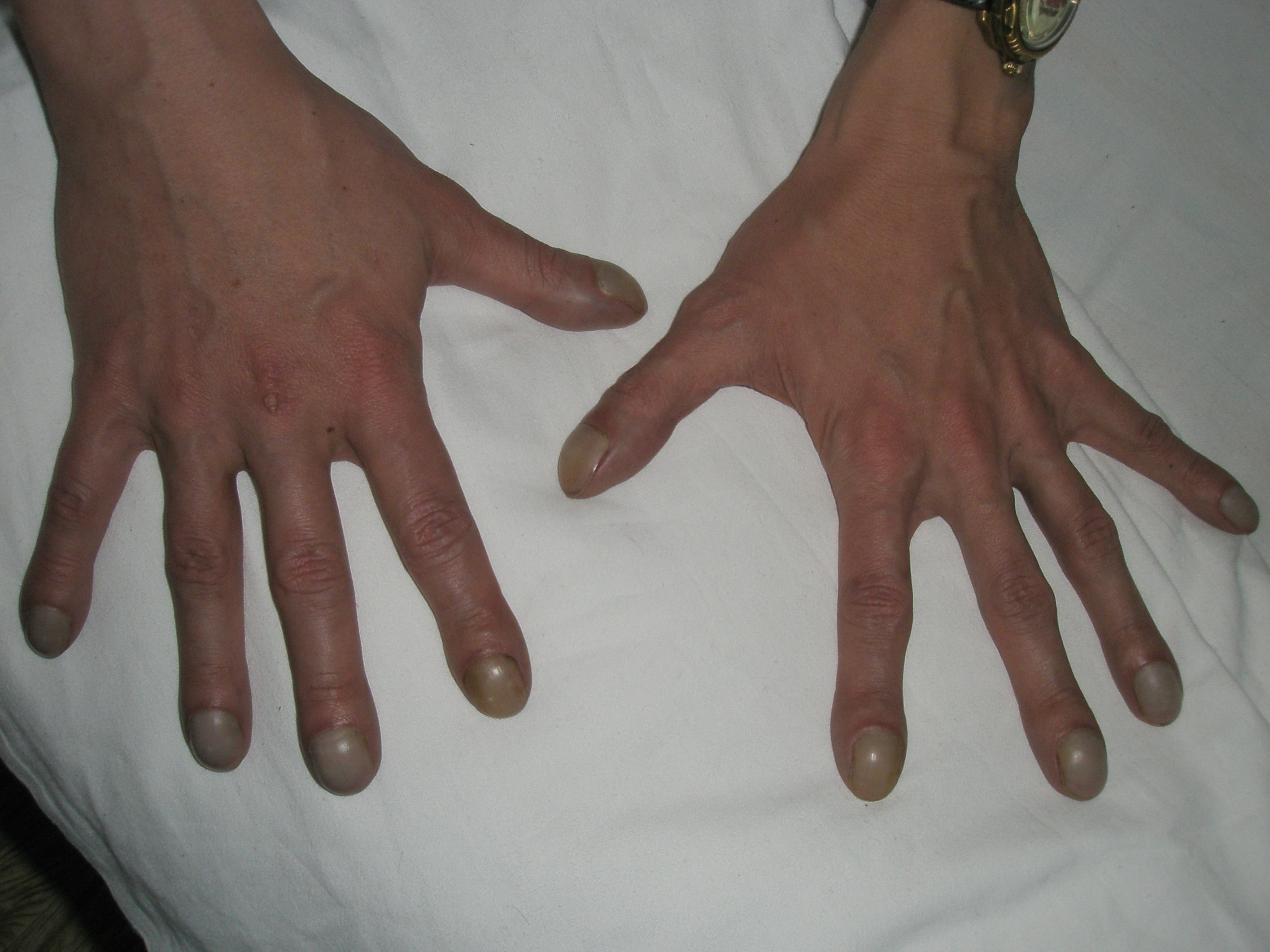
Симптом барабанных палочек и часовых стёкол у больного с врождённым пороком сердца (тетрадой Фалло)

Симпто́м бараба́нных па́лочек или часовых стёкол, также бараба́нные па́льцы, пальцы Гиппокра́та (Digiti hippocratici) — колбовидное утолщение концевых фаланг пальцев кистей и стоп при хронических болезнях сердца, лёгких, печени с характерной деформацией ногтевых пластинок в виде часовых стёкол. При этом угол, который составляют задний ногтевой валик и ногтевая пластинка, если смотреть сбоку, превышает 180°. Ткань между ногтем и подлежащей костью приобретает губчатый характер, благодаря чему при надавливании на основание ногтя возникает ощущение подвижности ногтевой пластинки. У больного с барабанными палочками при сопоставлении вместе ногтей противоположных кистей между ними наблюдается исчезновение щели (симптом Шамрота).
Барабанные пальцы не являются самостоятельным заболеванием, а представляют собой довольно информативный признак других заболеваний и патологических процессов.

## Этиология
Заболеваниями и патологическими состояниями, вызывающими появление симптома барабанных палочек, могут выступать следующие:

### Лёгочные
- Бронхогенный рак лёгкого;
- Мелкоклеточный рак лёгких;
- Метастатический рак лёгких;
- Хронические нагноительные заболевания лёгких;
- Бронхоэктатическая болезнь;
- Эмпиема плевры;
- Абсцесс лёгкого;
- Кистозный фиброз;
- Фиброзирующий альвеолит;
- Хроническая обструктивная болезнь лёгких;
- Хроническая горная болезнь;
- Опухоли лёгких;
- Мезотелиома плевры;
- Лимфогранулематоз;
- Туберкулёз;
- Идиопатический фиброзирующий альвеолит;
- Хронический экзогенный аллергический альвеолит;
- Синдром Картагенера;
- Нейрогенные опухоли диафрагмы;
- Профессиональные поражения легких (силикоз, асбестоз).

### Сердечно-сосудистые
- Инфекционный эндокардит;
- Врождённые пороки сердца синего типа.

### Желудочно-кишечные
- Циррозы печени;
- Болезнь Крона;
- Неспецифический язвенный колит;
- Глютеновая энтеропатия;
- Болезнь глютеновой недостаточности (энтеропатия);
- Регионарный энтерит.

### Прочие
- Наследственные: муковисцидоз;
- Диффузный токсический зоб;
- Трихоцефалёз;
- Болезнь Грейвса (гипертиреоз);
- Гистиоцитоз Х;
- ВИЧ-инфекции;
- Семейная (врождённая) первичная гипертрофическая остеоартропатия;
- Диффузные болезни соединительной ткани;
- Эритремия;
- Вибрационная болезнь;
- Остеосклеротическая миелома;
- Длительное пребывание в высокогорье.

## Патогенез
Утолщение дистальных фаланг пальцев кистей и стоп происходит вследствие разрастания соединительной ткани, лежащей между ногтевой пластинкой и костью. Причина этой гиперплазии до настоящего времени неизвестна. Предполагают, что причины кроются в нарушении гуморальной регуляции под влиянием провоцирующих факторов, в том числе хронической гипоксии, что приводит к расширению сосудов дистальных фаланг пальцев. При ангиографии регистрируется повышенный приток крови к пальцам, что, по всей видимости, обусловлено раскрытием артериовенозных анастомозов под воздействием неустановленного эндогенного вазодилататора.

## Клиническое значение
При появлении этого симптома необходимо полное и тщательное обследование пациента с целью выяснения причины его возникновения.